# استفان مورو
استفان مورو (انگلیسی: Stéphane Moreau؛ زادهٔ ۱ ژانویهٔ ۱۹۷۱) بازیکن فوتبال اهل فرانسه است.
از باشگاه‌هایی که در آن بازی کرده‌است می‌توان به باشگاه فوتبال نانت، باشگاه فوتبال والنسین، و باشگاه فوتبال کان اشاره کرد.